# اینساید یونایتد
اینساید یونایتد (به انگلیسی: Inside United) (از سال ۱۹۹۲ تا ۲۰۰۰ نام آن منچستر یونایتد و از سال ۲۰۰۰ تا ۲۰۰۶ نام آن یونایتد بود) نام مجله‌ای فوتبالی به زبان انگلیسی است که به صورت رسمی از طرف باشگاه انگلیسی منچستر یونایتد منتشر می‌گردد که هر چهار هفته یک بار و در طول یک سال ۱۳ شماره از این مجله منتشر می‌شود. سردبیر این مجله یان مک‌لیش است که از شماره فوریه ۲۰۰۶ که عنوان مجله توسط هیمارکت نتورک از فیوچر پابلیشینگ خریداری شد، این کار را برعهده گرفت. اینساید یونایند به‌طور مشترک با برنامه رسمی مسابقات باشگاه که به یونایتد ریویو معروف است و سایت باشگاه ManUtd.com نوشته می‌شود.
ستون‌نویسان سابق مجله الکس فرگوسن سرمربی سابق منچستریونایتد و برایان مک کلیر، مدیر آکادمی باشگاه بودند که هر ماه در ستون‌های ماهانه می‌نوشتند. علاوه بر این گزارش بازی‌های باشگاه در ماه گذشته و اطلاعات مفصل دربارهٔ تیم‌های رزرو و جوانان نیز در هر شماره گنجانده می‌شود. گفتگو و مصاحبه با بازیکنان گذشته و حال و بیان نکات تاریخی باشگاه از مطالب دیگری است که به آن‌ها پرداخته می‌شود.